# Tom Moffatt
 (mars 2020).
Tom Moffatt (né en janvier 1940) est une personnalité politique irlandaise du Fianna Fáil. 

## Biographie
Il est élu pour la première fois au Dáil Éireann (chambre basse du parlement irlandais) aux élections générales de 1992 pour le  Fianna Fáil dans la circonscription de Mayo East. Il est réélu pour la circonscription de Mayo aux élections générales de 1997. Il perd son siège lors des aux élections générales de 2002. De juillet 1997 à juin 2002, il a été ministre d'État au ministère de la Santé du gouvernement de Bertie Ahern.